# 우에무라 도모야
우에무라 도모야(일본어: 植村 友哉, 2000년 5월 19일~)는 일본의 축구 선수이다.

## 구단 경력
그는 2019년 J3리그의 YSCC 요코하마에 입단했고, 4년동안 팀에서 뛰었다.